# Timo Kielich
Timo Kielich (Alken, 5 agosto 1999) è un ciclocrossista, ciclista su strada e mountain biker belga che corre per il team Alpecin-Deceuninck.

## Palmarès

### Cross
- 2018-2019

Flandriencross, 3ª prova DVV Verzekeringen Trofee Under-23 (Hamme)
Vlaamse Druivencross, Under-23 (Overijse)
Campionati belgi, Under-23
- 2019-2020

Classifica generale DVV Verzekeringen Trofee Under-23

### Strada
- 2021 (Alpecin-Fenix Development Team, una vittoria)

5ª tappa Tour de Bulgarie (Karnobat > Gabrovo)
- 2022 (Alpecin-Fenix Development Team, due vittorie)

2ª tappa Wyścig Solidarności i Olimpijczyków (Jaworzno > Nowy Sącz)
Classifica generale Wyścig Solidarności i Olimpijczyków
- 2023 (Alpecin-Deceuninck Development Team, tre vittorie)

1ª tappa Oberösterreich Rundfahrt (Eferding > Geinberg)
2ª tappa Oberösterreich Rundfahrt (Wels > Niederkappel)
3ª tappa Giro di Vallonia (Thuin > Mont-Saint-Guibert)
- 2024 (Alpecin-Deceuninck, una vittoria)

Volta Limburg Classic
- 2025 (Alpecin-Deceuninck, una vittoria)

Antwerp Port Epic

#### Altri successi
- 2023 (Alpecin-Deceuninck Development Team)

Classifica a punti Oberösterreich Rundfahrt
Classifica a punti Giro di Vallonia
- 2025 (Alpecin-Deceuninck)

Classifica scalatori Giro di Polonia

### Mountain bike
- 2016

GP Stad Beringen, Cross country Junior (Beringen)
Campionati belgi, Cross country Junior
- 2018

Campionati belgi, Cross country Under-23
- 2019

Campionati belgi, Cross country Under-23
- 2020

Campionati belgi, Cross country marathon

### Gravel
- 2023

UCI Gravel World Series ME - Gravel Fondo Limburg

## Piazzamenti

### Grandi Giri
- Giro d'Italia

2024: 111º
2025: 86º

### Classiche monumento
- Giro delle Fiandre

2025: 18°
- Parigi-Roubaix

2024: 86º

### Competizioni mondiali
- Campionati del mondo di ciclocross

Bieles 2017 - Junior: 7º
Valkenburg 2018 - Under-23: 10º
Bogense 2019 - Under-23: 29º
Dübendorf 2020 - Under-23: 14º
Ostenda 2021 - Under-23: 3º
Hoogerheide 2023 - Elite: 31º
- Campionati del mondo di mountain bike

Nové Město na Moravě 2016 - Cross country Junior: 31º
Cairns 2017 - Staffetta a squadre: 15º
Cairns 2017 - Cross country Junior: ritirato

### Competizioni europee
- Campionati europei di ciclocross

Pontchâteau 2016 - Junior: 3º
Rosmalen 2018 - Under-23: 7º
Silvelle 2019 - Under-23: 2º
- Campionati europei di mountain bike

Huskvarna 2016 - Cross country Junior: 26º
Darfo Boario Terme 2017 - Cross country Junior: 44º